# Okrug Harju
Harjumaa (est. Harju maakond, njem. Harrien, lat. Harria) ili kraće Harju jedan je od 15 estonskih okruga. Smješten je u sjevernom dijelu Estonije, na južnoj obali Finskog zaljeva. 
U okrugu živi 524.938 ljudi što čini 39,2%  ukupnog stanovništva Estonije (siječanj 2009.)
Glavni grad okruga je Tallinn, ujedno i glavni grad države. Uz Tallinn urbane općine su Keila, Loksa, Maardu,  Paldiski i Saue. Postoji još 18 ruralnih općina (npr. Aruküla).
Dio nacionalnog parka Lahemaa, te prirodni rezervat Põhja-Kõrvemaa nalazi se na području ovog okruga.

## Vanjske poveznice
- Službene stranice okruga  Arhivirana inačica izvorne stranice od 20. lipnja 2005. (Wayback Machine) – (na estonskom)